# Béziers Volley 2015-2016
Questa voce raccoglie le informazioni riguardanti il Béziers Volley nelle competizioni ufficiali della stagione 2015-2016.

## Organigramma societario
Area direttiva
- Presidente: Bernard Fages
- Segreteria generale: Robert Douat

Area organizzativa
- Tesoriere: Alain Pardina
- Direttore sportivo: Didier Huc
- Logistica: Luc Lazare

Area tecnica
- Allenatore: Cyril Ong
- Allenatore in seconda: Romuald Bainvel

Area sanitaria
- Medico: Ludovic Denais
- Preparatore atletico: Fred Garros
- Fisioterapista: Sébastien Dumas, Guillaume Peyre
- Osteopata: Vincent Ferriera
- Podologo: Olivier Gargallo
- Chirurgo: Hervé Silbert

## Rosa
| N° | Nome               | Ruolo | Data di nascita   | Nazionalità sportiva |
| -- | ------------------ | ----- | ----------------- | -------------------- |
| 1  | Hélena Cazaute     | S     | 17 dicembre 1997  | Francia              |
| 2  | Lisa Arbos         | S     | 22 novembre 1996  | Francia              |
| 3  | Lindsay McCabe     | C     | 3 luglio 1992     | Canada               |
| 4  | Emma Francastel    | P     | 30 ottobre 1997   | Francia              |
| 5  | Safiatou Zongo     | S/O   | 14 marzo 1994     | Francia              |
| 6  | Pauline Martin     | C     | 20 ottobre 1995   | Francia              |
| 7  | Anna Nazarenko     | C     | 23 gennaio 1988   | Ucraina              |
| 9  | Clara Martin       | S     | 27 febbraio 1999  | Francia              |
| 10 | Alizée Camberabero | L     | 23 febbraio 1996  | Francia              |
| 11 | Pauline Martin     | P     | 29 settembre 1995 | Francia              |
| 12 | Margaux Pastre     | S     | 11 luglio 1998    | Francia              |
| 13 | Marie Sánchez      | C     | 9 giugno 1997     | Francia              |
| 15 | Lena Möllers       | P     | 6 gennaio 1990    | Germania             |
| 16 | Hélène Schleck     | S/O   | 13 maggio 1986    | Francia              |
| 17 | Stefania Okaka     | S     | 9 agosto 1989     | Italia               |
| 18 | Alexandra Rochelle | L     | 14 gennaio 1983   | Francia              |
| 19 | Laurianne Quiot    | L     | 15 aprile 1997    | Francia              |